# Accademia delle Scienze dell’Istituto di Bologna

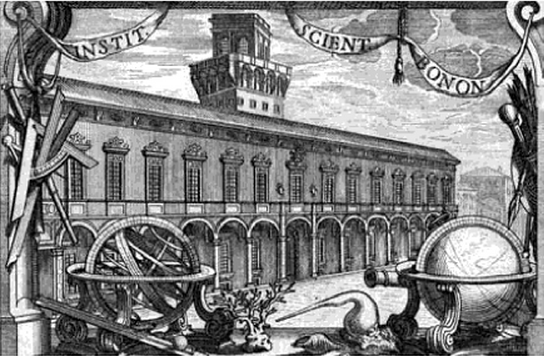
Stich des 17. Jahrhunderts mit Darstellung des Palazzo Poggi, des Sitzes der Akademie

Die Accademia delle Scienze dell’Istituto di Bologna („Akademie der Wissenschaften des Instituts von Bologna“) ist eine 1690 in Bologna gegründete und insbesondere in der Zeit der Aufklärung florierende Akademie. Heute ist sie eng mit der Universität Bologna verbunden.

## Ursprünge
Als gegen Ende des 17. Jahrhunderts die Universität von Bologna nach einer langen Phase des Niedergangs, der Verkleinerungen und Teilungen im Bereich der Naturwissenschaften ihre Rolle als führendes Zentrum wissenschaftlicher Entdeckungen verloren hatte, gründete Eustachio Manfredi im Jahr 1690 die Accademia degli Inquieti, um mit Gleichgesinnten wissenschaftliche Diskussionen insbesondere mathematischen Themen zu führen. Ihre Sitzungen, die zunehmend auch Vertreter anderer Disziplinen wie Anatomie und Physiologie aus Bologna und Umgebung anzogen, hielt die Akademie zunächst in Manfredis Haus ab. Im Jahr 1694 zog die Akademie in das Haus von Jacopo Sandri, Professor für Anatomie und Medizin an der Universität von Bologna. Im Jahr 1704 erhielt die Akademie mit der Ernennung eines Principe als Vorsitzenden und eines Sekretärs eine formelle Struktur, zum ersten Principe wurde Giovanni Battista Morgagni gewählt. Ein Jahr später zog die Akademie abermals um, nun in den Palazzo des Universalgelehrten Luigi Ferdinando Marsigli, eines Pioniers der Ozeanographie.
Im Jahr 1709 trat Marsigli an den Senat der Stadt Bologna mit dem Vorschlag heran, ein wissenschaftliches Institut zu gründen. Die Stadt sollte die Räumlichkeiten zur Verfügung stellen, wofür Marsigli im Gegenzug seine umfangreiche Sammlung an Büchern, Instrumenten und naturwissenschaftlichen Artefakten der Stadt mit der Auflage vermachen wollte, sie in dem Gebäude unterzubringen. Der Plan scheiterte zunächst aus finanziellen Gründen. Auf den Rat des Senats hin wandte sich Marsigli an Papst Clemens XI., da die Stadt unter Verwaltung des Vatikans stand.
Marsigli hatte Erfolg und am 12. Dezember 1711 wurde die Satzung für die Accademia delle Scienze verabschiedet. Im Jahr darauf wurde der Palazzo Poggi für die Belange des Instituts umgestaltet, Marsigli schenkte seine Sammlung der Stadt Bologna, die im Palazzo Poggi untergebracht wurde.

## Frühe Jahre
Die Accademia degli Inquieti wurde 1714 umbenannt und als Accademia delle Scienze dell’Istituto di Bologna offiziell eingeweiht. Marsigli hatte in seinem Haus auch die von Papst Clemens XI. geförderte und zeitweise Accademia Clementina genannte Accademia di Belle Arti di Bologna untergebracht. Der Senat Bolognas erlaubte ihm, diese beiden Akademien räumlich zu vereinen. Die Accademia Clementina befand sich im ersten Stock des Palazzo Poggi, die Accademia delle Scienze im zweiten Stock. Das Dachgeschoss nahm als Provisorium das Observatorium ein.
Die Accademia delle Scienze hatte zunächst fünf Lehrstühle. Marsiglis Vorstellung zufolge sollte die Akademie wissenschaftliche Forschungen in der Tradition Galileo Galileis und Isaac Newtons betreiben. Die Erwartung wurde nicht erfüllt, vielmehr wurde die Akademie nur als Ort intellektuellen Amüsements genutzt – ein must-see für Besucher der Stadt. Nur wenige Menschen besuchten die Vorträge oder wissenschaftlichen Vorführungen. 1723 kam es zu einem ernsthaften Streit zwischen Marsigli, der das Institut weitgehend finanziert hatte, und dem Senat von Bologna, unter dessen Verantwortung es geführt wurde. Der Senat hatte nach Ansicht von Marsigli die Bedingungen für seine Spende nicht erfüllt. Auf Druck des Papstes wurden die Probleme 1726 vorübergehend zu Marsiglis Zufriedenheit gelöst, doch in der Folge weiterhin hintertrieben. Im Jahr 1728 gab Marsigli, der zwei Jahre später starb, sein Projekt angewidert auf.
Am zweistöckigen Palazzo Poggi wurden verschiedene Umbauten vorgenommen, um den Bedürfnissen des Instituts gerecht zu werden. Der Turm des astronomischen Observatoriums, der Specola von Bologna, wurde 1725 von Carlo Francesco Dotti nach den Plänen des Architekten Giuseppe Torri erbaut. Laboratorien, Galerien und Werkstätten wurden eingerichtet, und das Institut wurde zu einer Forschungseinrichtung sowie zu einem Ort für den Informationsaustausch. Im Jahr 1727 vermachte Marsigli seine Materialsammlung aus Niederländisch-Indien und den Westindischen Inseln dem Institut. Das Institut veröffentlichte seinen ersten Sitzungsband im Jahr 1731, drei weitere Bände folgten von 1745 bis 1747 und fünf Bände in den verbleibenden Jahrzehnten des 18. Jahrhunderts. Das Institut führte Bologna aus seiner provinziellen wissenschaftlichen Isolation und Kontakte zu europäischen Wissenschaftszentren wie der französischen Académie des sciences und der britischen Royal Society wurden aufgenommen.

## Die Akademie im Zeitalter der Aufklärung
Prospero Lambertini, Erzbischof von Bologna, später Papst Benedikt XIV., war ein bedeutender Förderer des Instituts. 1741 zum Papst gewählt, arrangierte er den Kauf astronomischer Instrumente von dem Londoner Messinstrumentenhersteller Jonathan Sisson, dem Erfinder des modernen Theodolits, für die Specola von Bologna. Er startete die Umstrukturierung der Bibliothek des Istituto delle Scienze e della Arti und ließ den nach ihm benannten Benediktiner-Flügel der Aula Magna errichten, die heute Teil der Universitätsbibliothek ist. Die Sammlungen und die Bibliothek des Naturkundlers Ulisse Aldrovandi (1522–1605) wurden von der Universität an das Institut übertragen. Im Jahr 1742 wurde Ercole Lelli (1702–1766), Schüler des Mitbegründers der Accademia di Belle Arti, Giampietro Zanotti, gebeten, anatomische Wachsmodelle für das Anatomiemuseum des Instituts anzufertigen. 1743 erhielt das Institut die Naturaliensammlung des Marchese Ferdinando Cospi (1606–1686).
Mit Unterstützung der Niederländer Pieter van Musschenbroek und Willem Jacob ’s Gravesande wurden 1744 Instrumente aus den Niederlanden erworben, um die Theorien von Galileo und Newton lehren und weiter erforschen zu können. 1745 eröffnete das Institut ein Gabinetto di Fisica, das ein Museum und ein physikalisches Labor umfasste. Zwei Jahre später wurde die gesamte Instrumentensammlung des Mathematikers, Optikers und Astronomen Giuseppe Campani (1635–1715) an das Gabinetto gespendet. Mit zusätzlich bereitgestellten Mitteln wurden das chemische Labor ausgebaut und die Professur für Chemie unterstützt. Im Jahr 1754 schenkte Kardinal Filippo Maria Monti (1675–1754) dem Institut seine 12.000 Bände umfassende Bibliothek und eine Gemäldesammlung mit Porträts bedeutender wissenschaftlicher Persönlichkeiten. Die Bibliothek wurde 1756 offiziell eröffnet. 1757 wurde Giovanni Antonio Galli (1708–1782) zum Professor für Geburtshilfe ernannt, im darauffolgenden Jahr richtete Benedikt XIV. gegen alle Widerstände eine Schule für Geburtshilfe am Institut ein.
Nach den von Papst Benedikt XIV. durchgeführten Reformen wurde die Accademia delle Scienze zu einem Zentrum für alle, die die Stellung Bolognas als Wissenschaftszentrum vorantreiben wollten. Mit neuem Interesse wandte man sich den Theorien Marcello Malpighia, René Descartes’ und Isaac Newton sowie den Lehren eines Nicolaus Copernikus, Galileo Galileis und Francis Bacons zu. Die Physikerin Laura Bassi, 1732 die zweite Europäerin mit einem Universitätsabschluss, wurde Mitglied des Instituts. Hier stellte sie jährlich ihre Arbeiten zur Diskussion, etwa 1746 ihre Arbeiten über die Kompression von. Mit Émilie du Châtelet wählte die Akademie 1746 früh ein weiteres weibliches Mitglied. Mit Bartolomeo Beccari (1682–1766), italienischer Chemiker und Entdecker von Gluten in Weizenmehl, besaß die Akademie einen führenden Wissenschaftler, der nach Möglichkeiten suchte, die Bevölkerung durch eine neue Art der Notfalldiät vor Hungersnöten zu schützen. Die Akademie erreichte gegen Ende des 18. Jahrhunderts unter ihrem Präsidenten Luigi Galvani, Entdecker des nach ihm benannten Galvanismus, höchstes wissenschaftliches Niveau. Im Jahr 1791 veröffentlichte er seine revolutionäre „Abhandlung über die Kräfte der Electricität bei der Muskelbewegung“ (De viribus electricitatis in motu musculari commentarius).

## Spätere Geschichte
Die Zeit Napoleon Bonapartes verursachte große Umwälzungen. Um 1802/1803 wurde die Accademia Clementina aufgelöst. Die Wissenschaftsakademie blieb zunächst bestehen, ihr Betrieb wurde aber 1804 vorübergehend ausgesetzt, bis sie im Jahr 1829 auf Befehl von Kardinal Bartolomeo Alberto Cappellari, dem späteren Papst Gregor XVI., wiedereröffnet wurde. Er sah in der Akademie eine maßgebliche Quelle für wissenschaftliche Gutachten und Ratschläge an den Kirchenstaat. Papst Pius IX. betrachtete sie als wichtiges Instrument, um wissenschaftlichen und auf diesem Weg sozialen Fortschritt zu erzielen. Prominente Mitglieder in diesen Jahren waren der Anatom und Veterinär Antonio Alessandrini (1786–1861), der Botaniker Antonio Bertoloni, dessen Sohn und Nachfolger Giuseppe Bertoloni (1804–1879), der Biologe Giovanni Giuseppe Bianconi sowie Charles Lucien Jules Laurent Bonaparte, italienischer Zoologe, Ornithologe und Sohn von Lucien Bonaparte.
Als Bologna am 12. Juni 1859 für seine Annexion durch das Königreich Sardinien stimmte und somit Teil des vereinten Italien wurde, geriet das Institut in ernsthafte wirtschaftliche Probleme, da die Stadt dadurch einen großen Teil ihrer politischen Bedeutung verlor hatte. 1883 wurde dem Namen der Akademie ein Reale („königliche“) hinzugefügt und nach dem Ende des Königreich Italien im Jahr 1945 wieder entfernt.
Im späten 19. Jahrhundert und in der ersten Hälfte des 20. Jahrhunderts wurde die Akademie wiederbelebt und zählte viele berühmte Wissenschaftler zu ihren Mitgliedern, darunter Francesco Rizzoli, Augusto Righi, Giovanni Capellini und der Physiologe Pietro Albertoni (1849–1933). Zu Beginn des 20. Jahrhunderts wurde eine neue Fakultät für Geisteswissenschaften gegründet, die von Gelehrten wie Giosuè Carducci und Giovanni Pascoli geleitet wurde. Im Jahr 1907 nahm die Akademie erstmals Rechtswissenschaftler auf. Unter dem faschistischen Regime spielte die Akademie aufgrund wichtiger Gelehrter wie Guglielmo Marconi und Alessandro Ghigi (1875–1970) eine führende Rolle in der von den Faschisten neu gegründeten Reale Accademia d’Italia. Nach deren Auflösung nach dem Ende des Zweiten Weltkriegs geriet die Akademie von Bologna in ernsthafte finanziellen Schwierigkeiten.

## Heute
Die Akademie veröffentlicht heute Forschungsarbeiten in den Bereichen Geistes- und Naturwissenschaften und fördert Konferenzen und Debatten. Die Akademie arbeitet mit der Universität Bologna zusammen, um Seminare zu organisieren, an denen jährlich etwa 1500 Wissenschaftler teilnehmen. Mit ihrem Erbe an Fresken von Pellegrino Tibaldi beschäftigt sie sich insbesondere mit Kunstgeschichte und der Restaurierung von Kunst.

## Wissenschaftliche Publikationen (Auswahl)
Die Akademie hat im Laufe ihrer Geschichte mehrere Zeitschriften veröffentlicht, von denen einige digitalisiert wurden und online zugänglich sind.
- Annali di storia naturale, 1829–1830.[31]
- Novi Commentarii Academiae Scientiarum Instituti Bononiensis, 1834–1849.[32]
- Nuovi annali delle scienze naturali, 1838–1854.[33]
- Memorie della Accademia delle Scienze dell’Istituto di Bologna, 1850 bis mindestens 1923.[34]
- Rendiconti delle Sessioni dell’Accademia delle Scienze dell’Istituto di Bologna, 1851–1857.[35]